# 無知の知
無知の知（むちのち、ラテン語: ipse se nihil scire id unum sciat、古代ギリシア語: Ἓν οἶδα ὅτι οὐδὲν οἶδα、英語: I know that I know nothing）は、ソクラテスによる哲学からの言葉。

## 概要
自らの無知を自覚することこそが、真の認識に至る道であるということ。自らは様々な先入観や思い込みにとらわれているということを知ったり自覚するということ。

## ソクラテス
ソクラテスの哲学を特徴付ける言葉である。知者であるのは神だけであるために、人間の本質というのは知者ではなく知を愛し求める存在であると規定されていた。このため哲学者とは、賢者や知者とされている者でも本性というのは神と比べてみれば無にも等しいということを明らかに自覚するということから始まるのである。自己が無知であるということを自覚するということが無知の知であり、ソクラテスの優位とは誰よりもこのことに優れていたということである。
ソクラテスの友人がアポロン神殿でソクラテス以上の賢者はいるかと神に尋ねたところ、ソクラテス以上の賢者はいないという答が返ってきた。それを聞いたソクラテスはとても驚き、様々な有識者との対話を試み、次第に論破していった。ソクラテスは相手に質問をして、相手がその質問に答えられないために自らが無知であるということを自覚させていた。ソクラテスに論破された有識者や賢者は面白くないためソクラテスを裁判にかけ、ソクラテスは死刑となった。